# Slobodni pad
Slobodni pad je gibanje tijela isključivo pod utjecajem sile teže. Zakonitosti slobodnoga pada prvi je proučavao Galileo Galilei, te ustanovio da je prijeđeni put s proporcionalan kvadratu protekloga vremena t, a brzina v jednoliko raste s proteklim vremenom, te da gibanje ne ovisi o masi tijela koje pada. Na temelju Newtonovih jednadžbi gibanja i teorije gravitacije te se proporcionalnosti izražavaju jednadžbama:
{\displaystyle s={\frac {g}{2}}\cdot t^{2}}
{\displaystyle v=g\cdot t}
gdje je: g - ubrzanje sile teže koje na Zemlji iznosi prosječno 9,8066 m/s² i mijenja se ovisno o položaju na površini Zemlje zbog njezina oblika (geoid), vrtnje (centrifugalna sila) i rasporeda mase (kopno–more). Na Mjesecu je površinsko gravitacijsko ubrzanje oko šest puta manje, a na Marsu tri puta. Te jednadžbe ne uzimaju u obzir otpor zraka pa striktno vrijede samo za slobodni pad u vakuumu, na primjer u vakumiranoj cijevi ili na svemirskim letjelicama bez atmosfere. Iz navedenih jednadžbi moguće je uklanjanjem veličine t dobiti treću jednadžbu za slobodni pad:
{\displaystyle v={\sqrt {2\cdot g\cdot s}}}
koja daje vrijednost brzine u pojedinim točkama prijeđenoga puta.

## Povijest
Aristotel je prva zabilježena osoba koji je opisao slobodni pad. Prije 16. stoljeća na Zapadu, postojalo je uopćeno mišljenje da brzina tijela u slobodnom padu je proporcionala masi tijela, tj. teže tijelo padat će brže od lakšeg tijela. Galileo Galilej proširio je aristotelova razmatranja o slobodnom padu kroz niz pokusa valjajući tijela niz kosine i rabeći vodene satove te promatranja otkucaja svog srca uspio je povezati slobodni pad sa silom teže. Ove eksperimente Galilej je ponovio nekoliko stotina puta i ovim je uspio nakupiti dovoljno podataka tako da je točnost bila između dva pokusa bila u oko jedne desetinke otkucaja.

## Primjeri
Sljedeći su primjeri tijela u slobodnom padu:
- svemirski brod s isključenim pogonom u putanji oko Zemlje ili nekog drugog nebeskog tijela
- tijelo bačeno prema gore s malom brzinom, gdje je otpor zraka zanemariv

Tijela koja nisu u slobodnom padu
- svemirski brod s uključenim pogonom ili zrakoplov u letu - zbog pogona i uzgona dijelova zrakopolova, letjelica rabi aerodinamiku odnosno silu uzgona preko tijela i/ili krila letjelice
- spuštanje nekog tijela na neko nebesko tijelo koje posjeduje atmosferu s padobranom ili sličnom napravom - prilikom padanja kroz atmosferu tijelo rabi padobran ili sličnu napravu, da bi usporili svoj pad kroz silu otpora zraka i rad koje vrši padobran.

## Newtonova mehanika
Kao iznos ubrzanja uzima se ubrzanje gravitacijske sile i iznosi ~9,81 m/s2. Pri tome se za izračunavanje ostalih fizikalnih veličina koriste formule za jednoliko ubrzano gibanje.

### Slobodni pad s ujednačenom silom teže bez otpora zraka
U slobodnom padu prevaljeni put tijela koje slobodno pada (inače se označava sa s) je u ovom slučaju visina s koje tijelo pada te se označava s h, akceleracija ili ubrzanje (inače se označava s a) je u ovom slučaju gravitacija te se označava s g, vrijeme s t, a brzina s v.
Jednadžba jednolikog ubrzanog gibanja po pravcu 
{\displaystyle v=a\cdot t}
postaje jednadžba slobodnog pada 
{\displaystyle v=g\cdot t}
Jednadžba koja opisuje zavisnost vremena o visini s koje tijelo pada i gravitaciji, glasi:
{\displaystyle {t^{2}}={\frac {2\cdot h}{g}}=>t={\sqrt {\frac {2\cdot h}{g}}}=>h={\frac {g\cdot t^{2}}{2}}={\frac {v\cdot t}{2}}}
Jednadžba koja opisuje zavisnost brzine o visini s koje tijelo pada i gravitaciji, glasi:
{\displaystyle {v^{2}}={2\cdot h\cdot g}=>v={\sqrt {2\cdot h\cdot g}}=>h={\frac {v^{2}}{2\cdot g}}}

Ono što je vidljivo jest da bez otpora zraka (vakum) da slobodni pad nije ovisan o težini nekog tijela koji je u slobodnom padu, već je isključivo ovisan o sili teže. Poznatu demonstraciju puštanja dva tijela različite težine izvršila je posada letjelice Apollo 15, kada je komandant David Scott ispustio u isto vrijeme čekić i sokolovo pero. Zbog vakuma, oba tijela spustila su se na tlo mjeseca u isto vrijeme. 

### Slobodni pad s ujednačenom silom teže i otporom zraka
Slobodni pad u vakumu je klasični pogled a model slobodnog pada, no ono je sasvim drugačiji od slobodnog pada koji mnogi ljudi susreću iz dana u dan. Recimo na Zemlji, tijelo koje slobodno pada kroz atmosferu susrest će čestice (molekule) raznih plinova i tekućina koje se susreću prilikom pada kroz atmosferu a tijelo s obzirom na svoj oblik i površinu bit će usporen u svom padu zbog otpora i trenja zraka dok se to tijelo kreće kroz plin/tekućinu. Na primjer padobranac/padobranka, ili bilo koje tijelo neke mase  {\displaystyle m}, i popriječnog površinskog presjeka, {\displaystyle A}, s reynoldsovim brojem iznad kritičnog reynoldsovog broja, stvara otpor u zraku koji je jednak kvadratu brzine pada {\displaystyle v}, i može se izraziti sa sljedećom formulom:
{\displaystyle m{\frac {dv}{dt}}={\frac {1}{2}}\rho C_{\mathrm {D} }Av^{2}-mg\,,}
gdje je {\displaystyle \rho } gustoća zraka dok je {\displaystyle C_{\mathrm {D} }} koeficient otopra zraka koji se smatra konstatnim i ovisi reynoldsovom broju.
Uz predpostavku da tijelo pada iz počinka i da je gustoća zraka ne mijenja s visinom:
{\displaystyle v(t)=-v_{\infty }\tanh \left({\frac {gt}{v_{\infty }}}\right),}
konačna brzina je
{\displaystyle v_{\infty }={\sqrt {\frac {2mg}{\rho C_{D}A}}}\,.}
Brzina tijela može se integrirati preko vremena i s tim se može izraziti položaj tijela na okomici:
{\displaystyle y=y_{0}-{\frac {v_{\infty }^{2}}{g}}\ln \cosh \left({\frac {gt}{v_{\infty }}}\right).}

## Sila teže
Sila teže nije jednaka na svim dijelovima Zemlje, i ovisna je o udaljenosti od središta Zemlje. Zbog rotacije oblik Zemlje nije kugla već spljoštena sfera oko polova, i zbog toga je sila teže  veća na polovima nego na ekvatoru. Na planinama i brdima sile teže manje (zanemarivo manje) nego u dolinama. U sljedećoj tablici prikazane precizne vrijednosti akceleracije sile teže (gravitacijske sile) na nekim lokacijama u nekim gradovima Europe i Afrike.
| GRAD                  | g / (m/s2)  |
| --------------------- | ----------- |
| Reykjavik             | 9, 822 80   |
| Helsinki              | 9, 819 15   |
| Berlin                | 9, 812 82   |
| Pariz                 | 9, 809 41   |
| München               | 9, 807 44   |
| Zagreb/katedrala      | 9, 806 7621 |
| Zagreb/tvornica OKI   | 9, 806 8099 |
| Zagreb/Sveta Nedjelja | 9, 806 7327 |
| Rim                   | 9, 803 63   |
| Kinšasa               | 9, 779 18   |
| Johannesburg          | 9, 785 50   |
Vrlo točne vrijednosti konstante g mogu pružiti informacije o geološkoj građi podzemlja, pa se rabe, na primjer, kao jedna od metoda pri traganju za ležištima nafte i plina.